# Martina Beck
Martina Beck (nacida como Martina Glagow, Garmisch-Partenkirchen, 21 de septiembre de 1979) es una deportista alemana que compitió en biatlón.
Participó en tres Juegos Olímpicos de Invierno, entre los años 2002 y 2010, obteniendo en total cuatro medallas: tres de plata en Turín 2006 y una de bronce en Vancouver 2010. Ganó doce medallas en el Campeonato Mundial de Biatlón entre los años 2001 y 2009.

## Palmarés internacional
| Juegos Olímpicos   | Juegos Olímpicos            | Juegos Olímpicos  | Juegos Olímpicos |
| Año                | Lugar                       | Medalla           | Prueba           |
| ------------------ | --------------------------- | ----------------- | ---------------- |
| 2006               | Turín (Italia)              | Medalla de plata  | Persecución      |
| 2006               | Turín (Italia)              | Medalla de plata  | Individual       |
| 2006               | Turín (Italia)              | Medalla de plata  | Relevo           |
| 2010               | Vancouver (Canadá)          | Medalla de bronce | Relevo           |
| Campeonato Mundial |                             |                   |                  |
| Año                | Lugar                       | Medalla           | Prueba           |
| 2001               | Pokljuka (Eslovenia)        | Medalla de plata  | Salida en grupo  |
| 2003               | Janty-Mansisk (Rusia)       | Medalla de oro    | Persecución      |
| 2003               | Janty-Mansisk (Rusia)       | Medalla de bronce | Relevo           |
| 2004               | Oberhof (Alemania)          | Medalla de plata  | Persecución      |
| 2004               | Oberhof (Alemania)          | Medalla de bronce | Velocidad        |
| 2004               | Oberhof (Alemania)          | Medalla de bronce | Relevo           |
| 2007               | Antholz (Italia)            | Medalla de oro    | Relevo           |
| 2007               | Antholz (Italia)            | Medalla de plata  | Salida en grupo  |
| 2007               | Antholz (Italia)            | Medalla de bronce | Individual       |
| 2008               | Östersund (Suecia)          | Medalla de oro    | Relevo           |
| 2008               | Östersund (Suecia)          | Medalla de plata  | Individual       |
| 2009               | Pyeongchang (Corea del Sur) | Medalla de plata  | Relevo           |

### Juegos Olímpicos
| Lugar y año           | Individual | Velocidad | Persecución | Salida en grupo | Relevo |
| --------------------- | ---------- | --------- | ----------- | --------------- | ------ |
| Salt Lake City - 2002 | 7.ª        | NP        | NP          | –               | NP     |
| Turín - 2006          | Plata      | 17.ª      | Plata       | 4.ª             | Plata  |
| Vancouver - 2010      | 29.ª       | NP        | NP          | NP              | Bronce |